# Svenskt Kallblodsderby
Svenskt Kallblodsderby är ett årligt travlopp för 4-åriga kallblodstravare som körs på Östersundstravet i Östersund under sommaren. Första upplagan kördes 1944. Sedan 2012 års upplaga är förstapris i loppet 700 000 kronor. Loppet körs över distansen 2140 meter autostart.
Det är kallblodens motsvarighet till varmblodens Svenskt Travderby.

## Vinnare
| År   | Häst             | Kusk                   | Tränare                | Tid     | Odds  |
| ---- | ---------------- | ---------------------- | ---------------------- | ------- | ----- |
| 2024 | Frivoll Gorm     | Tom Erik Solberg       | Öystein Tjomsland      | 1.25,3  | 5,80  |
| 2023 | Bore Mikkel      | Öystein Tjomsland      | Öystein Tjomsland      | 1.23,1  | 1,33  |
| 2022 | Tangen Minto     | Tom Erik Solberg       | Öystein Tjomsland      | 1.23,5  | 1,99  |
| 2021 | Tangen Bork      | Tom Erik Solberg       | Öystein Tjomsland      | 1.22,9  | 1,41  |
| 2020 | Havglimt         | Öystein Tjomsland      | Öystein Tjomsland      | 1.24,0  | 1,45  |
| 2019 | Nordsjö Odin     | Öystein Tjomsland      | Öystein Tjomsland      | 1.22,0  | 3,16  |
| 2018 | Philip Ess       | Öystein Tjomsland      | Öystein Tjomsland      | 1.24,0  | 10,57 |
| 2017 | Järvsö Pegasus   | Örjan Kihlström        | Jan-Olov Persson       | 1.24,2  | 5,12  |
| 2016 | Mjölner Herkules | Jan Roar Mjölneröd     | Jan Roar Mjölneröd     | 1.24,6  | 12,27 |
| 2015 | Järvsörappen     | Jomar Blekkan          | Jomar Blekkan          | 1.24,1  | 1,90  |
| 2014 | Lannem Silje     | Tor Wollebaek          | Ola M. Skrugstad       | 1.23,1  | 1,18  |
| 2013 | Hellin Faxen     | Jan Roar Mjölneröd     | Jan Roar Mjölneröd     | 1.27,0  | 1,32  |
| 2012 | Tekno Odin       | Öystein Tjomsland      | Öystein Tjomsland      | 1.22,9  | 1,17  |
| 2011 | Månprinsen A.M.  | Gunnar Melander        | Gunnar Melander        | 1.24,2  | 4,75  |
| 2010 | Norheim Faksen   | Tom Erik Solberg       | Lars O. Romtveit       | 1.25,9  | 1,67  |
| 2009 | Särpefanten      | Jan Roar Mjölneröd     | Jan Roar Mjölneröd     | 1.24,4  | 3,45  |
| 2008 | Järvsöviking     | Jan-Olov Persson       | Jan-Olov Persson       | 1.27,8  | 1, 29 |
| 2007 | Stjerne Faks     | Ulf Ohlsson            | Jan-Olov Persson       | 1.26,0  | 4,03  |
| 2006 | Slått Eld        | Jomar Blekkan          | Jomar Blekkan          | 1.26,3  | 5,62  |
| 2005 | H.G.Balder       | Vidar Hop              | John Hasle             | 1.25,5  | 1,00  |
| 2004 | Hallsta Lotus    | Jan-Olov Persson       | Jan-Olov Persson       | 1.26,9  | 5,38  |
| 2003 | Troll Kevin      | Jan Norberg            | Jan Norberg            | 1.27,5a | 4,25  |
| 2002 | Gislum           | Geir Vegard Gundersen  | Lars J. Onsager        | 1.27,2a | 3,05  |
| 2001 | Bol Elden        | Jomar Blekkan          | Petter Glittum         | 1.27,5a | 1,41  |
| 2000 | Sjefen           | Kjell Håkonsen         | Kjell Håkonsen         | 1.26,1a | 1,12  |
| 1999 | Lome Elden       | Vidar Hop              | John Hasle             | 1.26,8a | 1,34  |
| 1998 | Rolex K.         | Lars I. Eriksson       | Lars I. Eriksson       | 1.26,6a | 2,12  |
| 1997 | Röder            | Jomar Blekkan          | Lasse Hafeld           | 1.27,6  | 2,08  |
| 1996 | Prins Vinter     | Tor Wollebaek          | Tor Wollebaek          | 1.28,6  | 6,49  |
| 1995 | Rigel Jo         | Jomar Blekkan          | John A. Högstad        | 1.30,6  | 1,81  |
| 1994 | Leik Kvik        | Hans-Petter Tholfsen   | Björn Garberg          | 1.27,8  | 2,86  |
| 1993 | Pålex K.         | Lars I. Eriksson       | Lars I. Eriksson       | 1.28,3  | 3,34  |
| 1992 | Bork Rigel       | Jomar Blekkan          | Jens A. Wanvik         | 1.27,4  | 1,23  |
| 1991 | Buaas Stjerna    | Jomar Blekkan          | Jens A. Wanvik         | 1.29,1  | 1,25  |
| 1990 | Erk Tron         | Åke Sundberg           | Sven Abenius           | 1.30,6  | 3,49  |
| 1989 | Atom Vinter      | Arve-Gudbrand Blihovde | Arve-Gudbrand Blihovde | 1.30,4  | 1,31  |
| 1988 | Lappdon          | Gunnar Mehla           | Asbjörn Mehla          | 1.30,0  | 1,39  |
| 1987 | Slogum Jim       | Gunnar Eggen           | Gunnar Eggen           | 1.32,0  | 2,81  |